# SMS Oldenburg (1884)
«Ольденбург» — броненосець німецького Імператорського флоту.  

## Конструкція
«Ольденбург» мав стати п'ятим представником типу «Заксен», але бюджетні обмеження та невдоволення досвідом експлуатації цих кораблів призвело до зміни конструкції, яка після цього мало нагадувала попередні кораблі. На «Ольденбург»  встановили головну батарею з восьми 240 мм гармат на міделі, шість у центральному казематі на головній палубі та дві безпосередньо над ними надля забезпечення бортового залпу. 
Така конструкція була на той час вже анахронічною, фактично це був останній закладений у світі казематний броненосець (османський казематний броненосець «Гамідіє» увійшов у стрій пізніше, але був закладений значно раніше за «Ольденбург»).
Це був перший німецький основний корабель, повністю побудований зі сталі німецького виробництва.

## Історія служби
Закладений на верфі AG Vulcan у Штеттіні в 1883 році, корабель був спущений на воду в грудні 1884 року та прийнятий до складу ВМС у квітні 1886 року. 
«Ольденбург» практично не брав участі у значних подіях під час строку своєї служби. Корабель залучався до навчаннь флоту  наприкінці 1880-х - початку 1890-х років, проте більшу частину другого десятиліття провів у резерві. Єдиний бойовий похід корабля відбувся 1897–1898, коли броненосець приєднався до міжнародної військово-морської операції, яка мала на меті запобігти анексії Грецією Криту.
У 1900 корабель було відкликано з активної служби і він використовувався для охорони гаваней. З 1912 до 1919, колишній броненосець використовувався як корабель-мішень Флотом відкритого моря. Проданий на утилізацію у 1919 і розібраний того ж року.